# توکای شکم‌بلوطی
توکای شکم‌بلوطی (نام علمی: Turdus fulviventris) گونه‌ای از پرندگان خانواده توکایان است که در کلمبیا، اکوادور، پرو و ونزوئلا یافت می‌شود. زیستگاه‌های طبیعی آن جنگل‌های کوهستانی نمناک نیمه‌گرمسیری یا گرمسیری و جنگل‌های پیشین به شدت دگرگون شده‌است.